# Rinat Akhmetov
Pour les articles homonymes, voir Akhmetov.
 (août 2021).
 (août 2021).
L'article doit être relu — et modifié si nécessaire — par des contributeurs indépendants pour apporter un regard critique aux contributions effectuées en violation des conditions d'utilisation de Wikipédia, tant sur la forme (notamment concernant le style encyclopédique, la proportionnalité) que sur le fond (la neutralité de point de vue, la qualité et l'indépendance des sources).
Rinat Leonidovitch Akhmetov (en ukrainien : Рінат Леонідович Ахметов, Rinat Leonidovytch Akhmetov ; en russe : Ринат Леонидович Ахметов), né le 21 septembre 1966 à Donetsk en RSS d'Ukraine (Union soviétique), est un milliardaire et homme d'affaires ukrainien. Président fondateur de System Capital Management, il est considéré comme l'homme le plus riche d'Ukraine, bien que sa fortune ait considérablement chuté depuis l'invasion de l'Ukraine par la Russie,.

## Biographie

### Enfance et formation
Rinat Akhmetov, d'origine tatare, naît à Donetsk en 1966, d'un père mineur de charbon de confession musulmane sunnite, Leonid Akhmetov, et d'une mère assistante commerciale, Nyakiya Nasredinovna. Il avait un frère, Igor, qui a été touché par la tuberculose, décédé en 2021. Il obtient en 2001 un bachelor en arts et sciences de l'Université technologique nationale de Donetsk.

### Carrière professionnelle
La carrière d'homme d'affaires de Rinat Akhmetov démarre en 1992, lorsqu’il crée la société ARS qui achète et vend du charbon et du coke. Il commence à acquérir des sociétés alors que l'économie ukrainienne des années 1990 est en transition vers le capitalisme.

#### SCM Holdings
En 2000, Rinat Akhmetov fonde la société SCM Holdings, dont il détient 100 % du capital. Au fil des ans, la holding a acquis des participations dans plusieurs entreprises de sidérurgie et d'énergie, et s'est également diversifiée dans la banque et l’immobilier, en Ukraine et dans d'autres pays.
La principale filiale du groupe SCM est la société Metinvest, créée en 2006 pour gérer les participations minières et sidérurgiques du groupe et détenue à 71,25 % par Akhmetov,.
En 2004, associé à Viktor Pintchouk, Akhmetov fait une offre pour acquérir la principale entreprise sidérurgique d'Ukraine, Kryvorijstal, lors de sa privatisation. Les deux hommes remportent le marché pour un montant de 800 millions de dollars, alors que des entreprises étrangères avaient fait des offres supérieures. L'année suivante, le gouvernement de Ioulia Tymochenko annule la vente et procède à des enchères télévisées, au cours desquelles Kryvorizhstal est acquise par Mittal pour 4,8 milliards de dollars,.
Président de SCM Holdings, il est l'homme le plus riche d'Ukraine et le 327e homme le plus riche du monde avec une fortune estimée à 7,6 milliards de dollars en 2021, correspondant essentiellement à la valeur de SCM Holdings,.
La fortune d'Akhmetov est passée de près de 14 milliards de dollars à moins de 6 milliards de dollars en seulement deux semaines après l'invasion russe de l'Ukraine en 2022, selon Forbes USA,.
En janvier 2023, la fortune d'Akhmetov était estimée par l'américain Forbes à 4,3 milliards de dollars. En avril 2023, la fortune d'Akhmetov était estimée par l'américain Forbes à 5,7 milliards de dollars. En 2023, Akhmetov n'a pas eu peur d'achever la deuxième étape du parc éolien de Tiligul, le plus grand d'Europe. Ce projet est soutenu par la Commission européenne et les gouvernements ukrainien et Danois. L'investissement total sera de 650 millions d'euros.
Rinat Akhmetov a payé 1,77 milliard d'UAH (plus des 40 millions d’Euros) d'impôts aux budgets à tous les niveaux depuis le début de 2022, selon Interfax-Ukraine. Étant le plus gros contribuable d'Ukraine, SCM a payé près de 2 milliards d'euros d'impôts pour l’exercice d’imposition de 2022, dont 1,2 milliard d'euros d'impôts au cours du seul premier semestre 2022.
Selon les résultats du M12 de 2023, les entreprises du groupe d'investissement SCM ont payé 66,4 milliards d'UAH (soit 1,8 milliard de dollars) d'impôts et de taxes aux budgets de tous niveaux,.
Pendant la guerre, SCM a augmenté de 150 % ses investissements en Ukraine. Les investissements en tal de SCM en 2024 ont atteint près de 1 milliard de dollars et ont été axés sur la restauration et le développement de la sécurité des entreprises clés. La plupart de ces fonds sont la révision des installations des centrales thermiques, le forage de puits de pétrole et de gaz, l'ouverture de nouvelles séries, la révision et la réparation actuelle des équipements métallur-giques, des bâtiments. Ses entreprises jouissent de la confiance aux États-Unis, et il transportera du GNL vers l'Ukraine en 2024.
En mars 2017, les autorités de la république populaire de Donetsk font réquisitionner quarante-trois entreprises possédées par Rinat Akhmetov, notamment dans le secteur minier.
Rinat Akhmetov annonce le 11 juillet 2022 qu'il cédait l'intégralité de son empire médiatique à l'État, dans le cadre d'une loi visant à défaire « l'influence excessive des oligarques » sur l'économie. Citant la législation, il déclare avoir pris « une décision involontaire » que sa société d'investissement SCM quitte son activité médiatique. « Étant le plus grand investisseur privé dans l'économie ukrainienne, j'ai déclaré à plusieurs reprises que je n'ai jamais été et que je ne serai pas un oligarque », a déclaré Akhmetov dans un communiqué du SCM.

#### Accusations de corruption
En avril 2017, Rinat Akhmetov est accusé de corruption par le procureur général Iouri Loutsenko au sujet des sociétés Ukrtelecom et sa filiale TriMob, et ses actions sont gelées.
Rinat Akhmetov se défend des accusations de corruption et Jock Mendoza-Wilson, directeur des relations internationales et des liens avec les investisseurs de la société holding SCM, annonce son intention de mener une enquête sur Ukrtelecom,,
Cette affaire a été suivie d'une longue série de litiges à l'issue desquels, le 1er octobre 2019, SCM et Raga concluent un accord amiable dans le litige concernant la vente d’Ukrtelecom. En vertu de l'accord, tous les litiges et d’autres procédures entre Raga et SCM sont clos,,.

#### Président du FC Chakhtar Donetsk

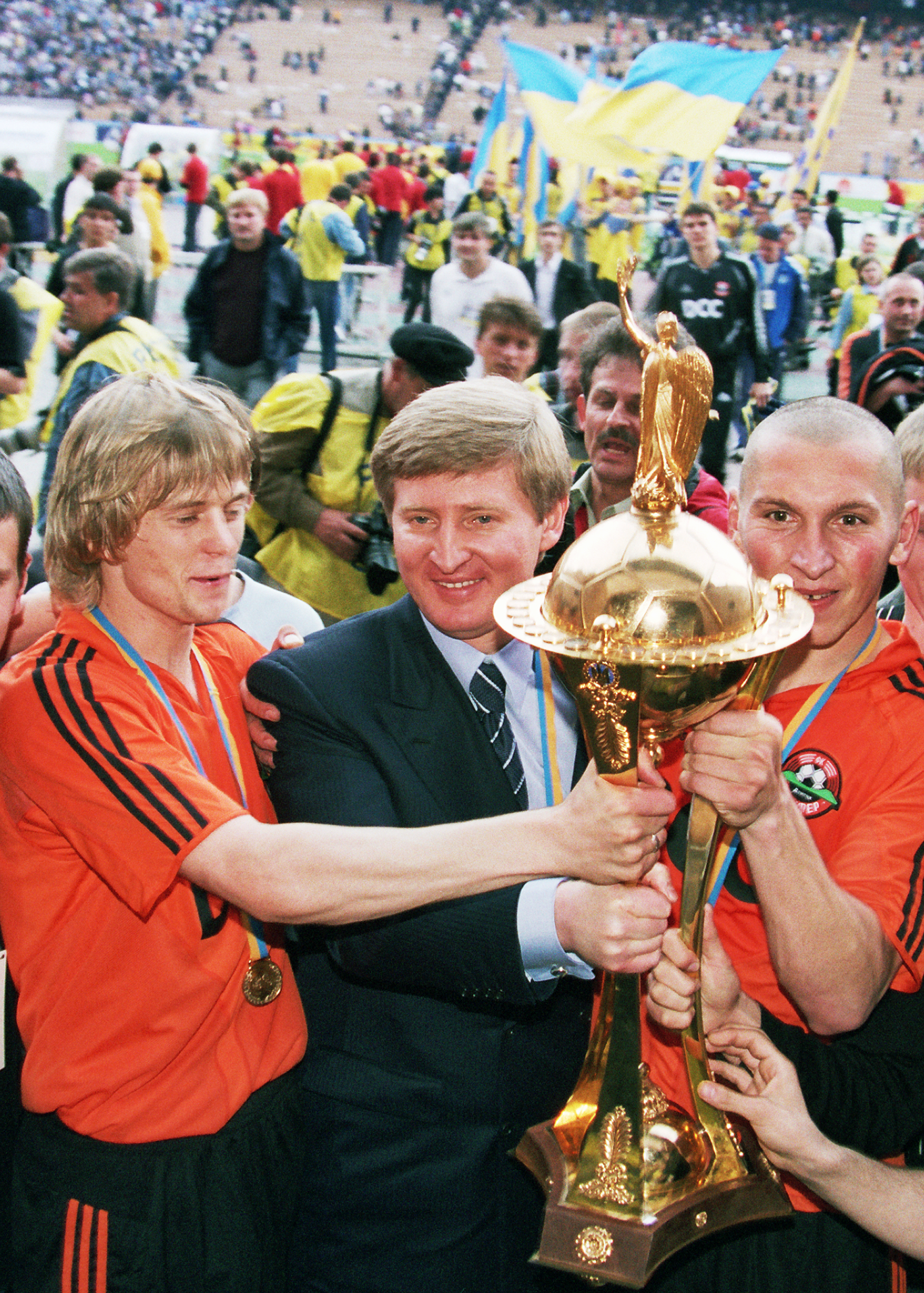
Rinat Akhmetov avec des joueurs du FC Chakhtar Donetsk.

Depuis 1996, Rinat Akhmetov est le président du club ukrainien FC Chakhtar Donetsk où il pratique une politique de recrutement ambitieuse pour en faire un grand club européen,. En 1999, il a initié la création de l’Académie du FC Chakhtar et ses filiales pour la formation des joueurs. Aujourd’hui, l’Académie se trouve dans l’oblast de Kiev.
En 2009, on on a inauguré à Donetsk le stade de football Donbass Arena avec une capacité de 50 000 personnes. La Donbass Arena a été inspirée par son « confrère » français – le Stade de France. Akhmetov l’a visité pendant le match de l’équipe de France et l’équipe de l’Ukraine en 1999. Il était tellement impressionné par ce stade, qu’il a décidé de créer un stade d'identique à Donetsk.
Avant le début de la guerre du Donbass en 2014, la Donbass Arena était le domicile du Chakhtar Donetsk. De 2014 à 2017, le stade sert de centre de l’aide humanitaire à Donetsk.
Le club Chakhtar Donetsk remporte la Ligue Europa en 2009.
Des rumeurs circulent au mois d'octobre 2009 sur un possible rachat de l'OGC Nice par l'homme d'affaires.
Le commencement de la guerre a ouvert une nouvelle époque pour le Chakhtar, avec des matchs hors leur domicile, leur ville natale, leur stade et sans le soutien d’antan. Le directeur général Serhiy Palkin a dit à plusieurs reprises que c’était une vie recommencée à zéro. Darijo Srna, joueur du club et capitaine en 2003-2018, est revenu en 2019 après une brève pause en tant qu’assistant du nouvel entraîneur, Luís Castro, avec l’espoir de revenir un jour à Donetsk.
Il est difficile d’imaginer un club qui pourrait parvenir à ces résultats dans de telles circonstances. Les footballeurs qui ont consacré beaucoup de temps au Chakhtar y sont très attachés. Ils affirment que le Président du Chakhtar en a tout le mérite.
Depuis 2022, en raison de l'impossibilité d'accueillir des matchs internationaux en raison de la guerre déclenchée par la Russie sur le territoire de l'Ukraine, le Shakhtar loue un stade à Varsovie.
La série documentaire en quatre épisodes du Shakhtar Donetsk Football Must Go On », produite par Paramount+, a remporté le prestigieux Sports Emmy Award dans la catégorie Série documentaire.

#### Classement Forbes
Depuis 2006, Rinat Akhmetov fait partie de la liste des milliardaires du monde, éditée par le magazine américain Forbes. Il a occupé les classements suivants :
- 2006 : 451e - 1,7 milliard de $[47]
- 2007 : 214e - 4,0 milliards de $[48]
- 2008 : 127e - 7,3 milliards de $[4]
- 2009 : 397e - 1,8 milliard de $[49]
- 2010 : 148e - 5,2 milliards de $[50]
- 2011 : 39e - 16 milliards de $[51]
- 2013 : 47e - 15,4 milliards de $
- 2021: 327e - 7,6 milliards de $[13],[14]

- 2022: 687e - 4,3 milliards de $[52]
- 2023: 442e - 5,7 milliards de $[52]
- 2024: 785e - 4 milliards de $[52]
- 2025: 390e - 7,9 milliards de $[53]

### Engagement philanthropique
En 2005, il crée la Fondation pour le développement de l'Ukraine (Foundation for Development of Ukraine (en)), qui œuvre dans de plusieurs domaines, tels que la lutte contre la tuberculose en Ukraine, la préservation de l'héritage culturel ou l'éducation.
Akhmetov a pris la tête de la liste des plus grands philanthropes de l’Ukraine, publiée par l’hebdomadaire économique ukrainien Kontrakty.
En 2014, le Centre Humanitaire a été créé, qui a réuni les ressources de la Fondation Rinat Akhmetov, toutes les entreprises du groupe SCM et le club de football Chakhtar. Le Centre Humanitaire a fourni des vivres réguliers aux personnes déplacées et aux habitants de 57 districts et villages des régions de Donetsk et de Louhansk, et a fourni une assistance médicale ciblée.
Le Centre Humanitaire a travaillé des deux côtés de la région du conflit jusqu'en février 2017 lorsque les autorités de la république populaire de Donetsk ont interdit au Centre Humanitaire d'opérer sur le territoire sous leur contrôle,.
En mars 2018, le Centre Humanitaire a envoyé aux civils plus de 12 millions de colis alimentaires.
En général, pendant les travaux du quartier général, les civils de la zone de conflit ont reçu environ 12,5 millions de colis alimentaires. Environ 3,5 millions d'Ukrainiens ont reçu une aide humanitaire. En 2019, les hôpitaux ukrainiens ont reçu 200 ambulances sur décision d'Akhmetov.
En mars 2020, Rinat Akhmetov a commencé à aider financièrement dans la lutte contre le COVID-19. Ses entreprises et son fonds ont dépensé plus de 500 millions d'UAH au total et acheté plus de 200 ventilateurs pour les hôpitaux ukrainiens,.
Sur ses activités en Ukraine après le début de l'invasion russe en février 2022, Akhmetov a expliqué qu'"en temps de guerre", "elles sont concentrées pour aider les gens" mais aussi "l'armée (...) pour défendre notre souveraineté, notre liberté et notre indépendance".

### Carrière politique

Rinat Akhmetov et le président ukrainien Leonid Koutchma.

Lors des élections de 2004, Rinat Akhmetov apporte un fort soutien financier à Viktor Ianoukovytch, candidat à l'élection présidentielle et successeur présumé du président Leonid Koutchma.
Lors des élections législatives ukrainiennes de 2007, il est élu député à la Rada sous l'étiquette du Parti des régions. C'est en cette qualité qu'il prend position en faveur de l'ancien Premier ministre Viktor Ianoukovytch lors de l'élection présidentielle ukrainienne de 2010.
Rinat Akhmetov a annoncé en 2011 qu'il n'allait pas participer aux élections législatives de 2012.
Selon l'homme d'affaires lui-même, ses intérêts se limitent actuellement à trois domaines : les affaires, la charité et le football. « Je ne m'intéresse pas du tout à la politique», a-t-il dit dans un commentaire à Radio Liberty.
Dans une interview accordée à la publication polonaise Wirtualna Polska, Akhmetov affirme que son entrée en politique était une énorme erreur, qu'il a corrigée en 2012 en cessant ses activités parlementaires.

#### Guerre du Donbass
Après le mouvement Euromaïdan qui aboutit à la chute de Ianoukovytch, le nouveau gouvernement lui propose de devenir gouverneur de l'oblast de Donetsk dans un contexte de remise en cause du nouveau pouvoir dans la région qui avait massivement voté pour l'ancien président. Il refuse, laissant son concurrent Serhiy Tarouta occuper le poste. Il se fait par la suite critique contre le pouvoir de Kiev.
Akhmetov insistait toujours sur le règlement pacifique du conflit. Il croit que l'Ukraine doit être indivisible et que la décentralisation du pouvoir aiderait à résoudre la crise interne.
Au début des hostilités, lorsque Rinat Akhmetov n’a pas encore fait son choix du pouvoir, il organisait des manifestations pacifiques – les véhicules sur la chaussée devaient klaxonner à un certain moment. Il y avait ceux qui klaxonnaient. Pourtant, l’oligarque n’était pas soutenu par tous les habitants de Donetsk. Il y avait ceux qui s’alignaient le long de la chaussée lors de ces manifestations pour scander : « Akhmetov est l’ennemi du peuple ! ».
Depuis mars 2014, les entreprises de l’oligarque organisaient des campagnes pour la paix afin de montrer que la population était opposée au conflit,,.
Ses détracteurs l'accusent alors de soutenir en sous-main la rébellion pro-russe, mais il semble qu'il craigne surtout une dégradation de ses affaires du fait des troubles, alors que son influence politique a déjà beaucoup diminué
Selon de nombreuses déclarations de l’oligarque, il s’opposait à ce que la partie orientale rejoigne la Russie ou reste une république autoproclamée. Il considère que, dans un cas comme dans l’autre, l’issue sera néfaste pour la région : l'industrie ne fonctionnera pas, l’exportation et l’importation des produits deviendront plus complexe, le chômage augmentera, donc le territoire séparé se verra appauvri et en déclin. Akhmetov maintien sa position selon laquelle « Le Donbass ne peut être heureux qu'au sein de l’Ukraine »,,,.
En mai 2014, Rinat Akhmetov a pu faire ce dont les autorités n’étaient pas capables. Il a appelé tous les employés de ses usines à sortir dans les rues et rejoindre les patrouilles de la police pour protéger Marioupol ukrainien des séparatistes. Cette fois, la ville de Marioupol est restée ukrainienne, sans effusion de sang. Le drapeau ukrainien garnit toujours le bâtiment de l’administration municipale de Marioupol. Arsen Avakov, Ministre des affaires intérieures de l’Ukraine, a soutenu Akhmetov dans l'agressivité de ses déclarations contre le gouvernement autoproclamé, affirmant que les gens et leur énergie seront la plus grande force motrice qui puisse vaincre les séparatistes.
En mai 2014, il rallie finalement le camp des autorités pro-occidentales de Kiev en déclarant soutenir l'intégrité territoriale de l'Ukraine et en demandant à ses 300 000 employés de manifester pacifiquement face aux séparatistes pro-russes qui étendent leur influence dans le Donbass. Avant la guerre, Rinat Akhmetov était « le roi » de l’Ukraine orientale. L’homme le plus riche du pays y développait ses entreprises et gérait le Donbass comme une principauté. Lorsqu’une période difficile a commencé, il n’a pas pris sa décision tout de suite et jouait sur les deux côtés. Cependant, en mai 2014 il a prononcé un discours émotionnel où il a critiqué les séparatistes. En même temps, les autorités des républiques autoproclamées ont déclaré que tous les actifs d’Akhmetov à l’est de l’Ukraine seront nationalisés. C’était le début du conflit entre l’oligarque et les séparatistes, et l’échelle de ce conflit a dépassé le territoire de l’Ukraine.
Finalement, à la suite de la guerre du Donbass et de la signature des accords de Minsk en septembre 2014 et février 2015, les entreprises et industries que possèdent Rinat Akhmetov dans le Donbass sont séparées entre les zones restées sous contrôle ukrainien et celles sous contrôle séparatiste. Malgré un blocus économique décidé par Kiev, Rinat Akhmetov bénéficierait d'un accord secret lui permettant de continuer les échanges de marchandises entre les deux zones. Ainsi, selon Associated Press, le charbon venant de la ville séparatiste de Krasnodon est acheminé vers la cokerie d'Avdiivka sous contrôle gouvernemental, avant d'être renvoyé en territoire séparatiste vers l'usine métallurgique d'Ienakiieve. Le métal serait enfin ensuite envoyé vers le port de Marioupol pour exportation. Les entreprises détenues par le milliardaire ont toujours démenti payer de quelconque taxes aux autorités séparatistes, malgré des soupçons.
En mars 2017, le SCM de Rinat Akhmetov a perdu le contrôle de ses entreprises dans les territoires occupés du Donbass,.
Du fait de la crise, il a quitté sa ville natale de Donetsk et vit depuis à Kiev. Il a par ailleurs joué un rôle important dans la livraison d'aides humanitaires vers les zones séparatistes. Donbass Arena, qui a abrité le championnat d'Europe de football en 2012, était devenu le point de livraison de l'aide humanitaire et a servi d'entrepôt pour les opérations de sauvetage jusqu’en 2017,.
Jusqu'en août 2023, Rinat Akhmetov a alloué 165 millions d'euros sur 18 mois pour soutenir les forces armées et les civils ukrainiens.
Au cours des 24 mois d’invasion russe, les entreprises du group SCM, la Fondation Rinat Akhmetov et le FC Chakhtar ont collectivement collecté plus de 7,6 milliards d’UAH (soit 210 millions d’euros) pour aider l’Ukraine, son armée et ses civils.
En mai 2024, ils ont collectivement fourni plus de 242 millions d’euros d’aide,.

#### Activités pendant l'invasion russe en 2022
Peu après avoir fait l'objet de vives critiques pour avoir quitté le pays dans son jet privé au milieu des avertissements d'une invasion imminente, Akhmetov est retourné à Marioupol encore ukrainienne pendant la journée du 16 février (le jour prévu de l'invasion de l'Ukraine) pour rencontrer le collectif de travail de ses usines et annoncer plus d’un milliard de dollars d’investissements pour 2022. Il fait également remarquer que sa ville natale, Donetsk, était « occupée » depuis huit ans et affirme qu'elle « ne peut être heureuse que dans une Ukraine unie et heureuse ».
Le 22 février, alors que des centaines de personnes descendaient dans les rues de Marioupol pour protester contre les actions de la Russie, Akhmetov annonce que SCM paierait 1 milliard de hryvnias ukrainiennes (34 millions de dollars) d'impôts à l'avance pour consolider les finances de l'État. Selon Forbes, « Akhmetov pourrait avoir beaucoup à gagner si l'Ukraine approfondit son réalignement vers l'Occident et s'éloigne de la Russie, en particulier dans le domaine des énergies renouvelables. » Le plus grand actif d'Akhmetov dans le secteur est DTEK Renewables, qui exploite six centrales éoliennes et solaires en Ukraine, dont le plus grand parc éolien d'Ukraine, sur les rives de la mer d'Azov, à l'ouest de Marioupol.
Il a par ailleurs salué « l'action unie du monde occidental » pour soutenir l'Ukraine contre l'invasion russe. Sur ses activités en Ukraine, l'oligarque a expliqué qu'« en temps de guerre », « elles sont concentrées pour aider les gens » mais aussi « sur l'armée pour défendre notre souveraineté, notre liberté et notre indépendance ».
En 2022, en raison de l'invasion russe de l'Ukraine, la fortune d'Akhmetov est passée de près de 14 milliards de dollars à moins de 6 milliards de dollars en seulement deux semaines et pourrait probablement être bien moindre, selon Forbes. L'Usine métallurgique Azovstal de Marioupol, qui appartient au groupe Metinvest, contrôlé par Rinat Akhmetov, et une des plus grandes d'Europe, a été totalement détruite par des bombardements.
Entre le 24 février et début août 2022, les entreprises de Rinat Akhmetov, sa fondation caritative et le club de football Chakhtar Donetsk ont transféré un montant total de près de 100 millions d’euros pour l'aide humanitaire et le soutien aux forces armées du gouvernement de Kiev et à la défense du territoire,.
Au cours des 16 mois de l’invasion à grande échelle, les entreprises SCM, la Fondation Rinat Akhmetov et le club de football Chakhtar Donetsk ont déjà alloué 5,5 milliards d’UAH (plus de 150 millions d’euro) pour aider l’Ukraine, les militaires et les civils.
Considéré comme pro-Moscou avant le début de la guerre, Akhmetov a depuis accusé les troupes russes d'avoir commis des « crimes contre l'humanité contre les Ukrainiens ». Il déclare à Forbes : « Je suis en Ukraine et je ne vais pas quitter le pays. Je partage les mêmes sentiments avec tous les Ukrainiens : j'attends sincèrement la victoire de l'Ukraine dans cette guerre ».
Le Financial Times rapporte que Rinat Akhmetov a alloué 100 millions d'euros d'aide humanitaire et de soutien à l'Armée ukrainienne depuis le déclenchement de la guerre totale menée par la Russie contre l'Ukraine.
L'édition américaine du Washington Post fin 2022 a nommé l'homme d'affaires Akhmetov le plus grand donateur privé à l'Ukraine lors de l'invasion russe, notant qu'il a alloué plus de 100 millions de dollars d'aide.
Une étude de la publication ukrainienne NV en avril 2025, le plus grand donateur en Ukraine parmi les groupes d'affaires, était le groupe de sociétés SCM de Rinat Akhmetov, qui, pendant trois ans de la guerre, a aidé les militaires et la population civile de l'Ukraine à 315 millions de dollars.
Depuis le début de l'invasion russe à grande échelle en février 2022, les activités du Foundation, des entreprises d'Akhmetov et du club de football du Shakhtar se sont concentrées sur l'aide humanitaire dans le cadre du siège de Save Lives et de l'initiative Steel Front visant à renforcer la capacité de défense de l'Ukraine et le soutien matériel des Forces armées de l'Ukraine et d'autres forces de défense.
"Rinat Akhmetov's Steel Front" est une initiative de Rinat Akhmetov visant à renforcer la capacité de défense de l'Ukraine et le soutien matériel des forces armées ukrainiennes et d'autres forces de défense lors de l'invasion russe de l'Ukraine en 2022.
Dans le cadre de l'initiative Steel Front, Metinvest fait don gratuitement d'abris modulaires aux militaires. En mai 2024, Metinvest a développé et livré plus de 500 abris modulaires (330,) pour les combattants de première ligne,,.
Dans le cadre de l'initiative de la Direction générale de l'intelligence de l'Ukraine en juin 2024, 3 navires de débarquement blindés ont également été transférés. Akhmetov est le plus grand donateur des forces armées ukrainiennes. En deux ans de la guerre, plus de 12 000 employés de ses entreprises ont rejoint les rangs des forces armées ukrainiennes. 846 travailleurs (militaires et civils) sont morts, 97 personnes ont disparu et 69 ont été capturées.
Dans une interview accordée à Swiss Bilan, Akhmetov a parlé du soutien de l'armée et des citoyens ukrainiens : « Les usines métallurgiques produisent, entre autres, des équipements antichars et nous avons déjà produit et offert 150’000 gilets pare-balles à nos soldats. Chaque jour, nos ingénieurs électriciens rallument héroïquement les lumières dans les maisons affectées par des bombardements constants».
Metinvest, dans le cadre de l'initiative militariste Steel Front, a lancé la production de leurres particuliers pour la reconnaissance et l'artillerie ennemies. L'astuce militaire se justifie immédiatement : les drones des services de renseignement russes détectent les « leurres » et dirigent l'artillerie vers eux. L'agresseur gaspille des obus coûteux sans obtenir le moindre résultat. L'armée ukrainienne, quant à elle, économise des armes et des équipements précieux et, surtout, épargne la vie de ses soldats. À l'heure actuelle, le groupe Metinvest a remis 250 maquettes d'équipement à l'armée, et la production se poursuit.
En janvier 2023, Akhmetov a annoncé le lancement du projet "Heart of Azovstal" pour aider les défenseurs de Marioupol et les familles des soldats tombés au combat, pour lequel il a alloué 1 milliard d'UAH (environ 25,3 millions d'euros).
En juin 2022, Rinat Akhmetov a intenté une action en justice contre la fédération de Russie auprès de la Cour européenne des droits de l'homme (CEDH) en réparation des dommages causés à ses biens par l'agression militaire de la Russie contre l'Ukraine,.
En avril 2023, Akhmetov a annoncé qu'il exigerait également de la Russie une indemnisation pour tous les dommages qui lui auront été causés à la suite d'une ingérence dans les activités ou de l'expropriation d'actifs et d'investissements par les soi-disant "DPR" et "LPR" sous la direction ou contrôle de la Russie en 2014-2017. L'argent reçu sera consacré à la restauration de l'Ukraine à l'avenir.
Le 15 novembre 2023, on a appris qu'à partir du 24 février 2022, les entreprises d'Akhmetov avaient envoyé plus de 6,7 milliards d'UAH (185 millions d'euros) pour répondre aux besoins des forces armées et de la population civile ukrainienne,.

### Vie privée
Rinat Akhmetov est marié avec Lilia Nikolaïevna Smirnova et père de deux fils, Damir (né en 1988) et Almir (né en 1997). Selon Forbes, il est musulman pratiquant.
En 2016, il était l'Ukrainien le plus riche avec une fortune estimée à 4,1 milliards de dollars.
Depuis 2019, il est propriétaire du chalet La Bergerie à Courchevel, d’une surface de 1500 mètres carrés, il l’a acheté pour 77 millions d’euros au sénateur russe Vitali Malkine.
Il est propriétaire d'une villa en France, Les Cèdres, à Saint-Jean-Cap-Ferrat, achetée pour 200 millions d’euros en août 2019. Il possède également un appartement de 137 millions de livres sterling dans le One Hyde Park de Londres, acquis en 2011. Il est également propriétaire du megayacht Luminance, lancé en 2024